# Wabash County (Indiana)
Wabash County is een county in de Amerikaanse staat Indiana.
De county heeft een landoppervlakte van 1.090 km² en telt 32.888 inwoners (volkstelling 2010). De hoofdplaats is Wabash.

## Bevolkingsontwikkeling

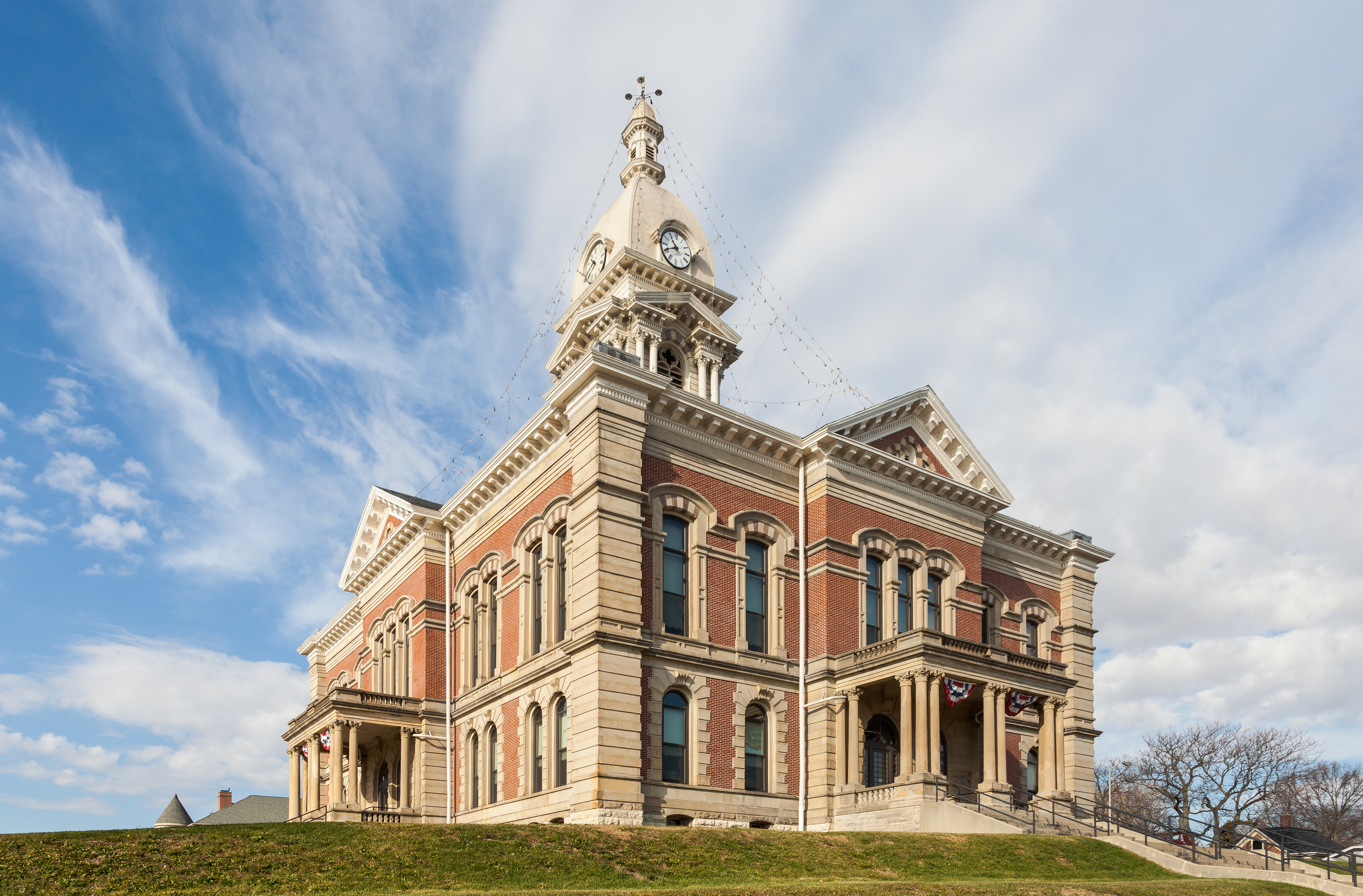
Wabash County Courthouse